# Moses Lake
Moses Lake is een plaats (city) in de Amerikaanse staat Washington, en valt bestuurlijk gezien onder Grant County.

## Demografie
Bij de volkstelling in 2000 werd het aantal inwoners vastgesteld op 14.953.
In 2006 is het aantal inwoners door het United States Census Bureau geschat op 17.272, een stijging van 2319 (15.5%).

## Geografie
Volgens het United States Census Bureau beslaat de plaats een oppervlakte van
30,9 km², waarvan 26,4 km² land en 4,5 km² water.

## Plaatsen in de nabije omgeving
De onderstaande figuur toont nabijgelegen plaatsen in een straal van 32 km rond Moses Lake.

## Geboren in Moses Lake
- Clarence Gilyard jr. (1955-2022), acteur
- Sid Eudy (1960-2024), professioneel worstelaar
- Kirk Triplett (1962), golfer
- Pierson Fodé (1991), acteur